# Chiesa di Sant'Antonio Abate (Romeno)
La chiesa di Sant'Antonio abate è una chiesa cimiteriale, sussidiaria a Romeno, in Trentino. Risale al XIV secolo.

## Storia
Il primo piccolo edificio sacro dedicato a Sant'Antonio abate a Romeno si pensa sia stato a sala semplice e che sia stato costruito durante il XIV secolo.
Nei due secoli seguenti la costruzione venne ampliata con un nuovo presbiterio e venne decorata con un ciclo di affreschi di maestri lombardi. La prima citazione esplicita della chiesa si può trovare in documentazioni su una visita pastorale del 1579.
Nel XVII secolo la facciata venne arricchita di un portale in pietra, venne eretto il piccolo campanile a vela e fu dotato di campana, e fu costruita la nuova sacrestia.
Durante il XIX secolo per sanificare le pareti interne e disinfettarle (si era verificata una epidemia di colera) vennero compromessi gli affreschi e venne rifatto anche il pavimento della sala.
Col XX secolo vennero recuperati gli affreschi che si erano in parte nascosti e, a partire dal 1968, iniziò un ciclo di restauri conservativi. Venne rivisto il tetto, fu consolidata la struttura, si fecero interventi per proteggere l'edificio dalle infiltrazioni di umidità e si misero a norma gli impianti.

## Descrizione

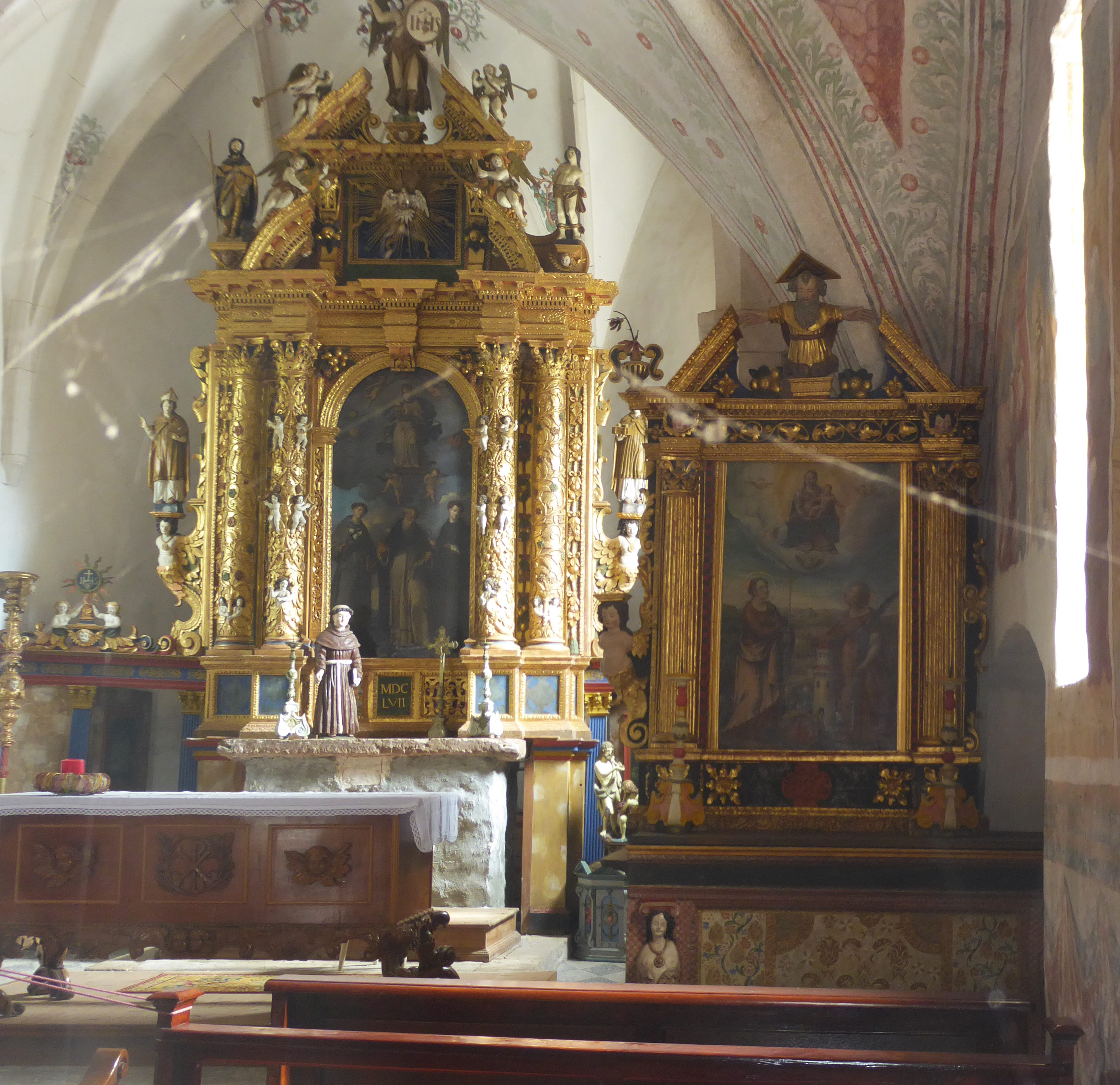
Interno

La chiesa è posta sulla piazza Aldo Moro delimitata sul lato destro dall'ingresso del campo cimiteriale. 

L'edificio ha una facciata con tetto a capanna culminante con il piccolo campanile a vela. Presenta una tettoia centrale sempre a due falde, ornata di un fregio ligneo a protezione degli affreschi quattrocenteschi a soggetto narrativo, raffiguranti la storia del miracolo dell'impiccato e del galletto di san Giacomo il Maggiore. Centrale il portale con paraste e architrave in pietra sagomata diamantata e due piccole finestre munite di inferriata.